# Campeonato de Wimbledon 1907
La edición 31.ª del Campeonato de Wimbledon se celebró entre el 24 de junio y el 5 de julio de 1907 en las pistas del All England Lawn Tennis and Croquet Club de Wimbledon, Londres, Inglaterra.
El cuadro individual masculino lo iniciaron 83 jugadores mientras que el femenino lo iniciaron 42 tenistas.

## Hechos destacados
En la competición individual masculina se impuso el neozelandés Norman Brookes logrando el primer título que obtendría en el torneo al imponerse en la final al británico Arthur Gore.
En la competición individual femenina la victoria fue para la americana May Sutton logrando el segundo título que obtendría en Wimbledon al imponerse a la británica Dorothea Douglass.

## Palmarés
| Seniors              | Vencedor                       | Resultado     | Finalista              | Finalista |
| -------------------- | ------------------------------ | ------------- | ---------------------- | --------- |
| Individual masculino | Norman Brookes                 | 6–4, 6–2, 6–2 | Arthur Gore            |           |
| Individual femenino  | May Sutton                     | 6–1, 6–4      | Dorothea Douglass      |           |
| Dobles masculino     | Norman Brookes Anthony Wilding | 6–4, 6–4, 6–2 | Karl Behr Beals Wright |           |

## Cuadros Finales

### Torneo individual  femenino
| Predecesor: 1906                           | Campeonato de Wimbledon 1907 | Sucesor: 1908                                       |
| Predecesor: Campeonato de Australasia 1907 | Grand Slam 1907              | Sucesor: Campeonato nacional de Estados Unidos 1907 |

- Datos: Q584200